# Kryptochroma pentacantha
Espèce
Synonymes
- Stephanopis pentacantha Mello-Leitão, 1929
- Stephanopis bellus Soares & Soares, 1946
- Stephanopis colatinae Soares & Soares, 1946

Kryptochroma pentacantha est une espèce d'araignées aranéomorphes de la famille des Thomisidae.

## Distribution
Cette espèce est endémique du Brésil. Elle se rencontre au Minas Gerais, en Espírito Santo, dans l'État de Rio de Janeiro, dans l'État de São Paulo, au Paraná, au Santa Catarina, au Rio Grande do Sul et en Amazonas.

## Description
Le mâle syntype mesure 3,5 mm et la femelle syntype 6,0 mm.
Le mâle décrit par Machado, Viecelli, Guzati, Grismado et Teixeira en 2021 mesure 5,17 mm et la femelle 9,81 mm.

## Systématique et taxinomie
Cette espèce a été décrite sous le protonyme Stephanopis pentacantha par Mello-Leitão en 1929. Elle est placée dans le genre Kryptochroma par Machado, Viecelli, Guzati, Grismado et Teixeira en 2021 qui dans le même temps placent Stephanopis bellus et Stephanopis colatinae en synonymie.

## Publication originale
- Mello-Leitão, 1929 : Aphantochilidas e Thomisidas do Brasil. Archivos do Museu Nacional, Rio de Janeiro, vol. 31, p. 9-359.